# یولیا گرنت-اسکات
یولیا گرنت-اسکات (لهستانی: Julia Grant-Scott؛ زادهٔ ۱۶ ژوئیه ۱۹۸۴) با نام اصلی یولیا پوگربینسکا (لهستانی: Julia Pogrebińska) بازیگر اهل لهستان است که در قزاقستان به‌دنیا آمده‌است.
از فیلم‌ها یا مجموعه‌های تلویزیونی که وی در آن‌ها نقش داشته‌است، می‌توان به مأموریت افغانستان، هتل ۵۲، عشق اول، قانون حقیقی و مرز اشاره نمود.